# 九条道成
九条 道成（くじょう みちなり、1968年3月14日 - ）は、五摂家の一つ、元公爵九条家の35代目当主。旧字体：九條道成。明治神宮宮司。知られているなかで実在する最後の藤原氏直下の人物および血族最末裔である。日本会議代表委員。

## 生涯
1968年（昭和43年）、東京都生まれ。
1992年（平成4年）、國學院大學文学部神道学科卒業。
明治神宮に奉職し、2012年（平成24年）には禰宜、2016年（平成28年）9月には権宮司となる。2020年（令和2年）10月、裏千家の若宗匠格式奉告献茶式に参加し、千敬史に「丹心斎」の斎号を授けた。同年11月の明治神宮鎮座百年に際しては、神道教派各派からの訪問に応対した。2021年（令和3年）4月1日、宮司に就任した。

## 親族
- 高祖父：九条道孝
- 高祖母：野間幾子
- 曾祖父：九条道実[注 5]
- 曾祖母：九条恵子
- 祖父：九条道秀
- 祖母：九条文子
- 継祖母：九条成子
- 父：九条道弘（平安神宮宮司）
- 母：九条千鶴子
- 次男：九条陸[要出典]